# アイオリス人

赤：アイオリス人

アイオリス人（アイオリスじん、Aioleis, ギリシア語: Αἰολεῖς)）は、イオニア人、ドーリア人と並ぶ古代ギリシャを構成した集団のひとつ（アカイア人を加えた四大集団のひとつとすることもある）。紀元前2000年頃に、ギリシャ本土中部テッサリアとボイオティア地方からレスボス島に移住し、さらにアナトリア半島西部に植民し、12のポリスを建設した。

## 名称と言語
ギリシア神話上では、アイオリス人という名は祖にあたるアイオリスに由来する。彼はギリシア人すべての祖とされるヘレーンの息子である。史実としては、ギリシア語のアイオロス (αίολος、「素早く動く」の意) に由来する。彼らは古代ギリシア語の方言の一つアイオリス方言を話していた。

## 歴史
紀元前3000年頃にドナウ川流域から移住してきたと考えられている。
ヘロドトスによれば、アイオリス人はもともとペラスゴイ人と呼ばれていた。
もともと「アイオリス」と呼ばれた地域の一部であるテッサリアを故地とするアイオリス人は、早期の古代ギリシア部族の中でも最も人口の多い部族としてたびたび言及されている。アイオリス人の一派ボイオーティア人は、テッサリアからテッサリア人に追われてボイオーティア（現在のヴィオティア）に移った。アイオリス人はアイトーリア、ロクリス、コリントス、エーリス、メッシニアなどギリシア中に分散した。ドーリア人の侵攻の際には、アイオリス人はテッサリアからエーゲ海を渡ってレスボス島へ逃れ、さらに小アジアに渡った。この地は彼らにちなみアイオリスと呼ばれた。
紀元前8世紀以降はテュレニア人と共にレムノス島周辺で海賊化したことが、ヘロドトスによって記録されており、またサモトラケ島を中心とするカベイロス信仰を保持していたともいわれる。
紀元前6世紀末頃からはペルシア帝国に支配され、さらにセレウコス朝シリア王国やアッタロス朝ペルガモン王国の支配を受け、ローマ時代以降には衰退していった。